# 1764 en littérature
| Années de la littérature : 1761 - 1762 - 1763 - 1764 - 1765 - 1766 - 1767    |
| Décennies de la littérature : 1730 - 1740 - 1750 - 1760 - 1770 - 1780 - 1790 |

Cet article présente les faits marquants de l'année 1764 en littérature.

## Événements
- 20 janvier : le Parlement britannique déclare le siège de John Wilkes vacant[1].
- Février : le peintre britannique Joshua Reynolds fonde le Literary Club (Thomas Gainsborough, Samuel Johnson, David Garrick, Edmund Burke)[2].

- 1er juin : premier numéro de la revue Il Caffè imprimé à Brescia par Alessandro et Pietro Verri, puis à Milan dès août 1765. Un groupe de jeunes aristocrates influencés par les Lumières constituent en 1761 autour de Pietro Verri et Cesare Beccaria un cénacle baptisé I pugni (les poings) et publient de 1764 au 20 mai 1765 un journal, Il Caffè, qui s’attaque au conformisme et à l’académisme. Elle paraît tous les dix jours à 500 exemplaires, avec un retard important la deuxième année[3].
- 21 juin : premier numéro de La Gazette de Québec/The Quebec Gazette[4].

- 14 juillet : premier numéro en Hongrie du journal en langue allemande La gazette de Presbourg (Preßburger Zeitung (de))[5].

- 15 octobre : en visite à Rome, dans les ruines du Capitole, Edward Gibbon envisage d’écrire l’« Histoire de la décadence et de la chute de l'Empire romain »[6].
- 29 octobre : premier numéro du Connecticut Courant hebdomadaire créer par Thomas Green à l'origine du Hartford Courant[7].

- Salons littéraires de Mme Necker et Mme de Lespinasse  (1764-1776) à Paris[8].

## Parutions
- Johann Joachim Winckelmann, Geschichte der Kunst des Alterthums, Dresden, 1764 (présentation en ligne) (« Histoire de l'art de l'Antiquité »). Ce livre de l'historien allemand, préfet des Antiquités de Rome et bibliothécaire de la Vaticane, date la redéfinition des critères du Beau en opposition absolue avec le Baroque, marquant la naissance du Néo-classicisme.

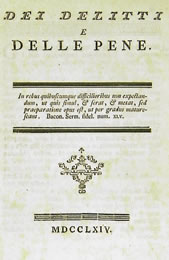

- Cesare Beccaria, Dei delitti e delle pene, Livorno, Marco Coltellini, 1764 (présentation en ligne) (« Des délits et des peines »), traité qui critique le système pénal en vigueur à Milan.
- Charles Bonnet, Contemplation de la nature, vol. 1, Amsterdam, Marc-Michel Rey, 1764 (présentation en ligne), en deux tomes.
- Voltaire, Dictionnaire philosophique, portatif, Londres (Genève), 1764 (présentation en ligne).
- Voltaire, Commentaires sur le théatre de Pierre Corneille : et autres morceaux interessans, vol. 1, Genève, Cramer, 1764 (présentation en ligne), en trois volumes 2 3.
- Mr. le Marquis d'Argenson, Considérations sur le gouvernement ancien et présent de la France, Amsterdam, Marc-Michel Rey, 1764 (présentation en ligne), paru à titre posthume.
- George Psalmanazar, Memoirs of *** Commonly known by the Name of George Psalmanazar : a Reputed Native of Formosa, London, R. Davis, 1764 (présentation en ligne), posthume, une rétractation de son imposture publiée en 1704.

### Fictions
- Avril : Voltaire, Contes de Guillaume Vadé, Genève, Gabriel Cramer, 1764 (présentation en ligne), recueil de textes paru anonymement, contenant Ce qui plaît aux dames et Jeannot et Colin, contes philosophiques[9].
- 24 décembre : Horace Walpole, The Castle of Otranto : a Gothic Story, London, Thomas Lownds, 1764 (présentation en ligne), (« Le Château d'Otrante »), roman historique.

- James Ridley, The Tales of the Genii, London, J. Wilkie, 1764 (présentation en ligne), en deux volumes.
- Oliver Goldsmith, The Traveller : Or, A Prospect of Society. A Poem, London, J. Newbery, 1764 (présentation en ligne), poème philosophique.